# Salvia mellifera

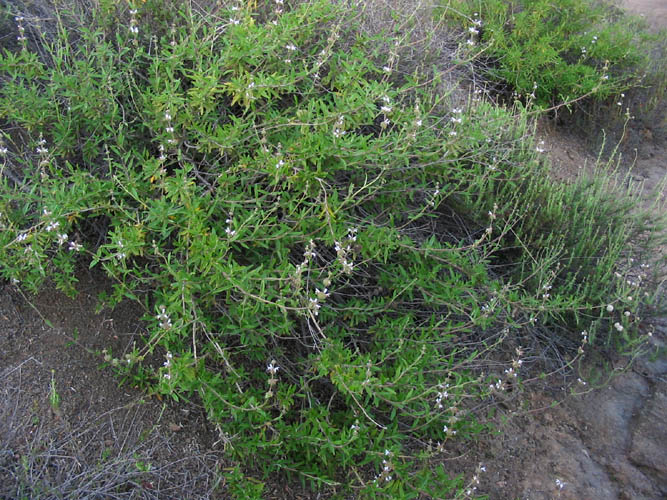
Vista de la planta

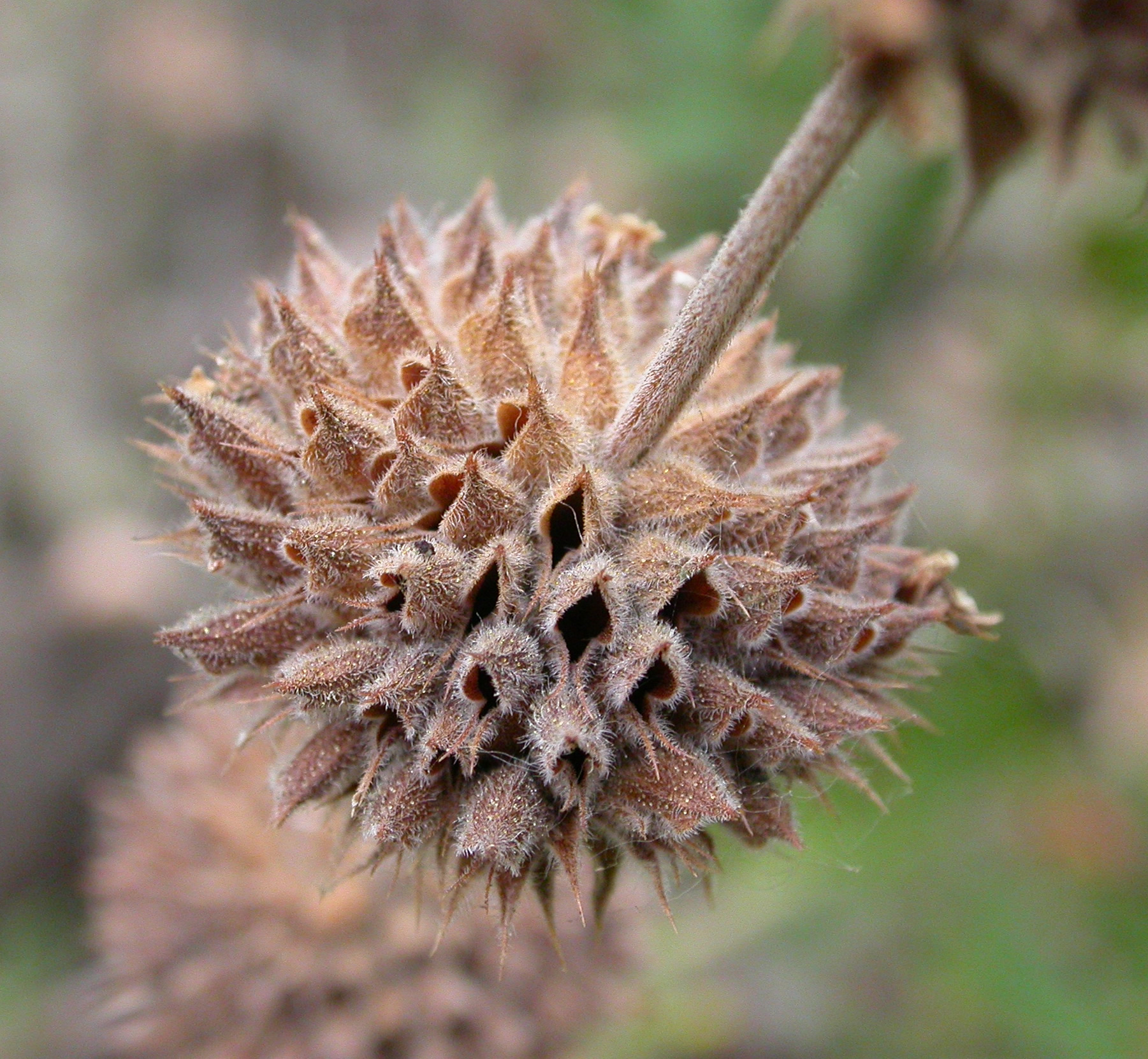
Fruits

Salvia melliferaés una espècie de planta herbàcia del gènere Salvia dins la família de les Lamiàcies. És nativa de Califòrnia i Baixa Califòrnia, Mèxic, on és comuna prop de la costa. Té una aparença fosca, especialment durant la sequera.

## Etimologia
- Salvia: prové de la paraula llatina "salvus", que significa "salut", per les virtuts medicinals que tenen les plantes d'aquest gènere.
- mellifera: epítet llatí que significa mel·lífera, productora de mel.[4]

## Descripció
És un arbust perennifoli que aconsegueix una grandària d'entre 1 i 2 metres d'alçada. Està cobert amb pèls simples i amb alguns pèls glandulars, el que fa que sigui altament aromàtic. Les fulles són d'oblongoel·líptiques a obovades i de 2,5-7 cm de longitud. La superfície superior de la fulla és una mica glabra, mentre que la superfície inferior de la fulla és pubescent.
La inflorescència es produeix en amples cúmuls. Les flors són, generalment, d'un color blau o lavanda pàl·lid, i poques vegades d'un color rosa pàl·lid. El llavi superior de la flor és bilobat. L'estil i els estams estan lleugerament exserts. El fruit produït és un esquizocarp compost de quatre núcules marrons.

## Ecologia
Creix en hàbitats costaners i als més baixos garrigars a les comunitats de plantes. Apareix des del nivell del mar fins als 1200 m d'altitud. És capaç de créixer en una gran varietat de diferents sòls, incloent-hi gres, pedra d'esquist, de granit, serpentina i basalt. Es tracta d'una planta amb fulla semicaduca, depenent de la ubicació i la severitat de la sequera, amb un arrelament poc profund i tolerant a la sequera, amb les fulles que s'encrespen quan hi ha sequera evitant la caiguda de les fulles.
S'hibrida fàcilment amb uns altres tres matolls costaners de Salvia: S. apiana, S. leucophylla i S. clevelandii. Poques vegades s'hibrida amb S. columbariae i S. carduacea.

## Usos
Els aborígens Chumash van utilitzar un forta infusió de les fulles i tiges de la planta. Aquest es frega sobre la zona adolorida o s'utilitza per remullar els peus adolorits. La planta conté diterpens, com ara aetiopinona i àcid ursòlic, que són analgèsics.
Salvia mellifera també produeix nèctar del que se'n produeix la mel. Aquesta mel és típicament picant i forta, i és molt apreciada com una mel rara a causa de clima sec de la planta. La mel només es pot produir quan es compleixen condicions específiques de pluja i la planta produeix prou nèctar.

## Taxonomia
Salvia mellifera va ser descrita per Edward Lee Greene i publicada a Pittonia 2(11C): 236. 1892.